# Позитивна економічна теорія
Позитивна економічна теорія (англ. positive economics), також дескриптивна, описувальна (на відміну від нормативної економічної теорії) — це частина економічної теорії, яка має справу з позитивними твердженнями. Тобто вона зосереджена на описі, кількісній оцінці та поясненні економічних явищ. Вона має справу з емпіричними фактами, а також причинно-наслідковими поведінковими зв’язками та наголошує на тому, що економічні теорії  повинні узгоджуватися з існуючими спостереженнями та виробляти перевірені точні прогнози щодо розглянутих явищ. Позитивна економічна теорія як наука стосується аналізу економічної поведінки , щоб визначити, що є справжнім. Прикладами позитивних економічних тверджень є «рівень безробіття у Франції вищий, ніж у Сполучених Штатах» або «збільшення державних витрат знизить рівень безробіття». Будь-яке з них потенційно піддається фальсифікації та може бути спростовано доказами. Позитивна економічна теорія як така уникає економічних оціночних суджень. Наприклад, позитивна економічна теорія може описати, як зростання пропозиції грошей впливає на інфляцію, але вона не дає жодних вказівок щодо того, якої політики слід дотримуватися. Це контрастує з нормативними економічними твердженнями, в яких висловлюються твердження. Наприклад, «Державні витрати потрібно збільшити» є нормативним твердженням.

## Визначення
Багато економістів 20-го століття наголошували на наукових або позитивних аспектах економіки, щоб показати, що економічна теорія може відповісти на запитання за допомогою тієї ж наукової методології, що й фізичні науки.
У книзі Джона Невіла Кейнса «Сфера застосування та метод політичної економії» позитивна економіка визначена як наука про те, «що є» порівняно з нормативною економікою, дослідженням того, «що повинно бути». Кейнс не був першим, хто розрізнив позитивну та нормативну економіку, але його визначення стали стандартом у викладанні економіки.
У книзі Лайонела Роббінса «Нарис про природу та значення економічної науки» 1932 року стверджується, що предметом економіки повинні бути спроби окремих людей досягти мети з обмеженими ресурсами. Зважаючи на те, що будь-яка мета «залежна від обмежених засобів», вона не повинна приймати точку зору щодо того, які цілі слід переслідувати, а які — ні. Вважається, що Роббінс зіграв важливу роль у просуванні розмежування фактів і цінностей в економіці та наполягав на тому, що етичні чи ціннісні судження не повинні бути частиною дисципліни, однак погляди Роббінса на цю тему були не зовсім зрозумілими.
Основи економічного аналізу Пола Самуельсона (1947) викладає стандарт операційно значущих теорем через позитивну економічну теорію. Позитивна економічна теорія зазвичай вважається необхідною для ранжування економічної політики або результатів щодо прийнятності.
Мілтон Фрідман у впливовому есе 1953 року детально розкрив відмінності між позитивною та нормативною економічною теорією. Він визначив мету позитивної економіки як розробку теорій, які дають «дійсні та значущі» прогнози, які є точними, такими, що можна перевірити, і відповідають наявним емпіричним доказам. Для цього економісти повинні створити модель, яка спрощує реальність.
Фрідман також підкреслював, що позитивну та нормативну економічну теорію ніколи не можна повністю розділити через їхній зв’язок з економічною політикою. Розбіжності щодо економічної політики виникають насамперед через нездатність дійти згоди щодо можливих наслідків законодавчого акта. У міру розвитку економіки Фрідман вважав, що ставатиме все більш можливим отримувати незаперечні результати щодо позитивних економічних заяв і що це допоможе зробити чіткі судження щодо найкращих шляхів досягнення нормативних цілей, таких як законодавче встановлення мінімальної заробітної плати.
Методологічна основа для позитивних/нормативних відмінностей ґрунтується на відмінності між фактами та цінностями у філософії. Основні прихильники такого розрізнення походять від Девіда Юма та Г. Е. Мура. Халм визначив «факт» як те, що можна безпосередньо сприйняти одним із п’яти органів чуття. Однак сучасна позитивістська наука наводить факти, які неможливо перевірити таким чином. Джон Стюарт Мілль використовував Халмове розрізнення фактів і цінностей для визначення науки та мистецтва економіки в «Системі логіки».
Про логічну основу такого відношення, як дихотомія, у філософській літературі точаться суперечки. Такі дебати відображаються в дискусії про позитивну науку.

## Критика
З моменту свого заснування як дисципліни економіку критикували за те, що вона не змогла належним чином розділити наукові та ненаукові аспекти.
Такі критики, як Гуннар Мюрдаль (1954) і прихильники феміністської економіки, такі як Джулі А. Нельсон , Джефф Шнайдер і Джин Шекелфорд  і Діана Штрасманн , заперечують ідею про те, що економіка може бути абсолютно нейтральною та політично-незаангажованою.
Нельсон стверджує, що багато нинішніх недоліків економіки є результатом її недостатньої об’єктивності. Замість того, щоб бути вільним від цінностей, багато його поглядів на «предмет, модель, метод і педагогіку» пов’язані з підходом «чоловічого роду».
Шнедір і Шекелфорд у своїй книзі «Десять принципів феміністської економіки» заперечують визначення економіки як позитивної науки, що не має цінностей. Вони припускають, що цінності відіграють певну роль на всіх рівнях економічного аналізу і що типи питань, які економісти обирають для дослідження, залежать від ідеологічних систем. Наприклад, твердження «Рівень життя країни залежить від її здатності виробляти товари та послуги» спирається на ідеологічно мотивоване припущення про те, що ВВП на душу населення є найбільш корисним показником рівня життя.
Гіларі Патнем також критикувала саму основу дихотомії позитивне/нормативне з лінгвістичної точки зору, стверджуючи, що неможливо відокремити «оцінні судження від констатацій фактів».

## Дивіться також
- Теорія споживача
- Розподіл (економіка)
- Економічна методологія
- Феміністична економіка
- Нормативна економіка
- Філософія економіки
- Межа виробничих можливостей
- Пропозиція і попит